# シンデレラボーイ (漫画)
『シンデレラボーイ』は、モンキー・パンチ作の漫画、またそれを原作としたアニメ作品。

## 概要
交通事故に遭い奇跡的に一命を取り留めた主人公が、あの事故以来、深夜24時になると女に変身する不思議な体になり、その能力により騒動に巻き込まれる物語を描いたアクション漫画。
初出は光文社『ポップコーン』昭和55年（1980年）創刊号に掲載されたもので、後に『ANIME DO』昭和57年（1982年）創刊号にも同名の作品が掲載されている。ポップコーン版とANIME DO版、アニメ版とでそれぞれ設定が若干異なる。

## あらすじ
ポップコーン版
乱馬とレラは、2人で探偵事務所を営んでいたが、巨大な組織の秘密を握り、事故死として消された。しかし、何者かが2人の遺体の使える部分を繋ぎ合わせ、1人の人間に造り変えられた事で、全ての能力が「金メダル選手の約3倍」にパワーアップし、乱馬とレラはそれぞれ12時間おきに変身するという不思議な身体になったのだ。
ANIME DO版
交通事故の夢で目が覚めた乱馬は、いつの間にか研究所に捕われていたが、突如レラに変身する。実は、2人は交通事故で死亡したが、モロトフが2人の遺体を繋ぎ合わせて普通の人間の10倍の能力を持たせたのだ。しかし、変身する様子を見た彼は、予想外の事態に愕然とし、レラを始末しようとするが、彼女は研究所を逃げ出す。こうして、乱馬とレラは、24時間おきに変身しながら、逃走することになる。

## テレビアニメ
2003年、WOWOW、AT-X、テレビ新潟にて、後に読売テレビ、秋田朝日放送でも放送。全13話。
当初はWOWOWとAT-Xの有料衛星放送局2社のみの放送の予定であったが、日本アニメ・マンガ専門学校がテレビ新潟に出資したため、テレビ新潟がこの番組を買い取り、地上波でも放送されることになった。また、日本アニメ・マンガ専門学校が出資したため、簡単な作画や脇役などのキャストに日本アニメ・マンガ専門学校の生徒が多数出演している。OPのスロットマシンのシーンでレラの乳首が公開されており、設定集(DVD最終巻映像特典)にはレラのヌード姿決定稿として乳首も描かれている。

### あらすじ（TV）
世界一の犯罪都市・麒麟タウン（キリングタウン）で、「R&R探偵事務所」を営む乱馬とレラは、ひょんなことから、とある組織に追われる途中、工事中の高速道路から車ごと転落。車は爆発して、炎上した。奇跡的に一命は取り留めたが、それ以来、乱馬とレラは24時間おきに変身する身体となったのだ。その理由は2人の意識がない時に何者かに手術されたのである。

### 登場人物
雛祭 乱馬（ひなまつり らんま）
声 - 子安武人
「R&R探偵事務所」の探偵。かつては街のチンピラだったが、やりがいのある仕事を求めて探偵に転向する。
正義感が強く、受けた依頼は浮気調査やペット探しなど何でも引き受ける。
レラ・シンディ・白雪（-しらゆき）
声 - 冬馬由美
乱馬の相棒。日本の大物ヤクザ・白雪寒太郎の娘だが、自分の考えを押し付けようとする父に反発し、キリングタウンで暮らしている。
乱馬と異なり探偵業にスリルを求めているため、マフィアへの潜入捜査など大掛かりな依頼しか引き受けたがらない。
ドロシー・小津（-おづ）
声 - 堀絢子
レラの世話をしている老メイド。危険な仕事ばかりするレラを注意するが、いつも聞き入れてもらえない。
発明好きで、レラのために様々な道具を開発している。
アラミス・デ・パニーニ
キリングタウンの大財閥パニーニ・コンツェルンの御曹司。レラに一目惚れし、結婚しようと付け回す。
孫 大人（そん たいじん）
キリングタウンの裏社会を仕切る中華マフィア。乱馬とレラに仕事を邪魔され、二人を殺そうと付け狙う。
ウェンディ
声 - 雨蘭咲木子
孫大人の愛人のニューハーフ。ゲイ・バーで働いており、偶然出会った乱馬に惚れ、時折仕事に協力している。
ピノキオ
声 - 園部啓一
情報屋で、普段はビル清掃の仕事をしている。主に乱馬が情報を買っている。
ティンカーベル
声 - 石村恵美
情報屋。インターネット上でのみ情報の取引をしており、主にレラが情報を買っている。
アリス
声 - 井上喜久子
ネバーランド財団の女エージェント。Dr.グリムの捜索と、実験体の乱馬とレラの観察役を務める。
ジャッカル
声 - 家中宏
ネバーランド財団の私兵隊長。アリスとは相性が悪い。Dr.グリムを捕まえるため、部隊を率いてキリングタウンに乗り込む。
フック
声 - 西村知道
ネバーランド財団の総帥で、裏の顔は国際犯罪シンジケートのボス。Dr.グリムの行方を追っている。
Dr.グリム
遺伝子研究の権威。乱馬とレラに手術を施した張本人で、ネバーランド財団に追われ行方不明になっている。

### スタッフ
- 原作・監修 - モンキー・パンチ
- 監督 - 冨永恒雄
- シリーズ構成 - 土屋理敬
- キャラクターデザイン - 小林利充
- メカニックデザイン - うみこなみ
- 美術監督 - 高橋麻穂
- 色彩設定 - 鈴城るみ子
- 撮影監督 - 岡崎英夫
- 音楽 - 谷川賢作
- 音響監督 - 高橋秀雄
- プロデューサー - 土橋哲也、菅野哲夫、茂松宏朗
- アニメーションプロデューサー - 小出一巳、三上鉄男
- アニメーション制作 - マジックバス
- 製作 - シンデレラボーイ製作委員会（ニューセレクト、AT-X、日本アニメ・マンガ専門学校、ムービーテレビジョン、日之出出版、ポニーキャニオンエンタープライズ、ソフトリンク）

### 主題歌
オープニングテーマ「シンデレラボーイ」
作詞 - Kiyoshi and One / 作曲 - Masahiro,Kiyoshi / 編曲 - Taro Fujiwara / 歌 - DOMINO88
エンディングテーマ「Out of Eden」
作詞 - 呉龍彦 / 作曲 - 長野典二 / 編曲 - 中林猛 / 歌 - TAKAKO

### 各話リスト
| 話数 | サブタイトル                 | 脚本     | 絵コンテ          | 演出     | 作画監督            |
| ---- | ---------------------------- | -------- | ----------------- | -------- | ------------------- |
| 1    | 眠らぬ街の寓話               | 土屋理敬 | 冨永恒雄 奥田誠治 | 榎本守   | 松坂定俊            |
| 2    | 路地裏の妖精                 | 土屋理敬 | 岡嶋国敏          | 岡嶋国敏 | 昆冨美子            |
| 3    | オモチャの国の甘い罠         | 土屋理敬 | 四分一節子        | 上野史博 | 南伸一郎            |
| 4    | 美女と野獣のあそぶ海         | 土屋理敬 | 奥田誠治          | 江上潔   | 鈴木伸一            |
| 5    | 時計仕掛けの毒リンゴ         | 土屋理敬 | 三宅雄一郎        | 岡嶋国敏 | 田中誠輝            |
| 6    | 子ブタの兄弟の料理法         | 土屋理敬 | 川上修司          | 川上修司 | 阪口英昭            |
| 7    | 昔々、ゴミだらけの街で       | 土屋理敬 | 川上修司          | 榎本守   | 松坂定俊            |
| 8    | 黄金の国のエンジェル         | 末永光代 | 奥田誠治          | 大関雅幸 | 徳倉栄一            |
| 9    | 殺しの天使に花束を           | 末永光代 | 奥田誠治          | 岡嶋国敏 | 昆冨美子            |
| 10   | ウソつき赤ずきんとホントの狼 | 土屋理敬 | 奥田誠治          | 川上修司 | 小林利充            |
| 11   | 行方不明の魔法使い           | 土屋理敬 | 奥田誠治          | 菅井嘉浩 | 長谷川和美          |
| 12   | 青い鳥は誰の手に?            | 土屋理敬 | 川上修司          | 榎本守   | 松坂定俊            |
| 13   | シンデレラは眠らない         | 土屋理敬 | 冨永恒雄          | 前島健一 | 小林利充 小林ゆかり |

## その他のメディア
- タイヨーエレック社が、パチンコCRシンデレラボーイを発売